# Serranídeos
Os peixes da família Serranidae, a que pertencem as garoupas, são predadores demersais que ocorrem em águas costeiras, tropicais e temperadas, em todos os oceanos. Algumas espécies podem atingir até 3 m de comprimento e o peso de 400 kg. O nome da família vem da palavra latina para serra, provavelmente devido à forma da barbatana dorsal que, quando aberta, faz lembrar uma serra.
Um tipo de robalo pequeno desta família, frequente na costa marítima portuguesa, é chamado de robalete, e as suas formas juvenis são também conhecidas por chaliços, pintas, pintadas e robalinhos.
Têm as seguintes características morfológicas distintivas:
- opérculo com 3 espinhos - um maior e dois menores, um acima e outro abaixo;
- linha lateral em geral completa, não atingindo a cauda;
- barbatana dorsal com 7-12 espinhos, podendo estar dividida;
- 3 espinhos na barbatana anal;
- um espinho e 5 raios em cada barbatana ventral;
- barbatana caudal arredondada, truncada ou lunada, raramente furcada;
- extremidade da maxila exposta, mesmo com a boca fechada;
- geralmente 7 branquióstegos (ossos finos que suportam as membranas das brânquias)
- 24-26 vértebras;

Geralmente monóicos, mas com algumas espécies hermafroditas protogínicas; os progenitores não exibem cuidados parentais.

## Sub-famílias
- Anthiinae - Anthias e percas do coral
- Epinephelinae - Garoupas e meros
- Grammistinae - Peixes-sabão
- Liopropomatinae - Liopropomanídeos (percas-flecha)
- Serraninae - Serranos e Hypoplectrus
- Diploprioninae - Percas-do indo-pacífico
- Niphoninae - Ara (perca-das-filipinas)